# Мулугета Вендиму
Мулугета Вендиму — эфиопский легкоатлет, который специализируется в беге на 1500.
Выступления на международных соревнованиях начал в 2003 году. Занял 5-е место на чемпионате мира по кроссу 2004 года в забеге юниоров. Участник олимпийских игр 2004 года на которых он занял 10-е место. На чемпионате мира 2005 года он не смог выйти в финал. На Олимпиаде 2008 года не вышел в финал.
31 июля 2004 года на соревнованиях KBC Night of Athletics установил национальный рекорд на дистанции 1500 метров — 3.31,13.
Победитель Марракешского полумарафона 2011 года с результатом 1:02.00.